# Mândrie

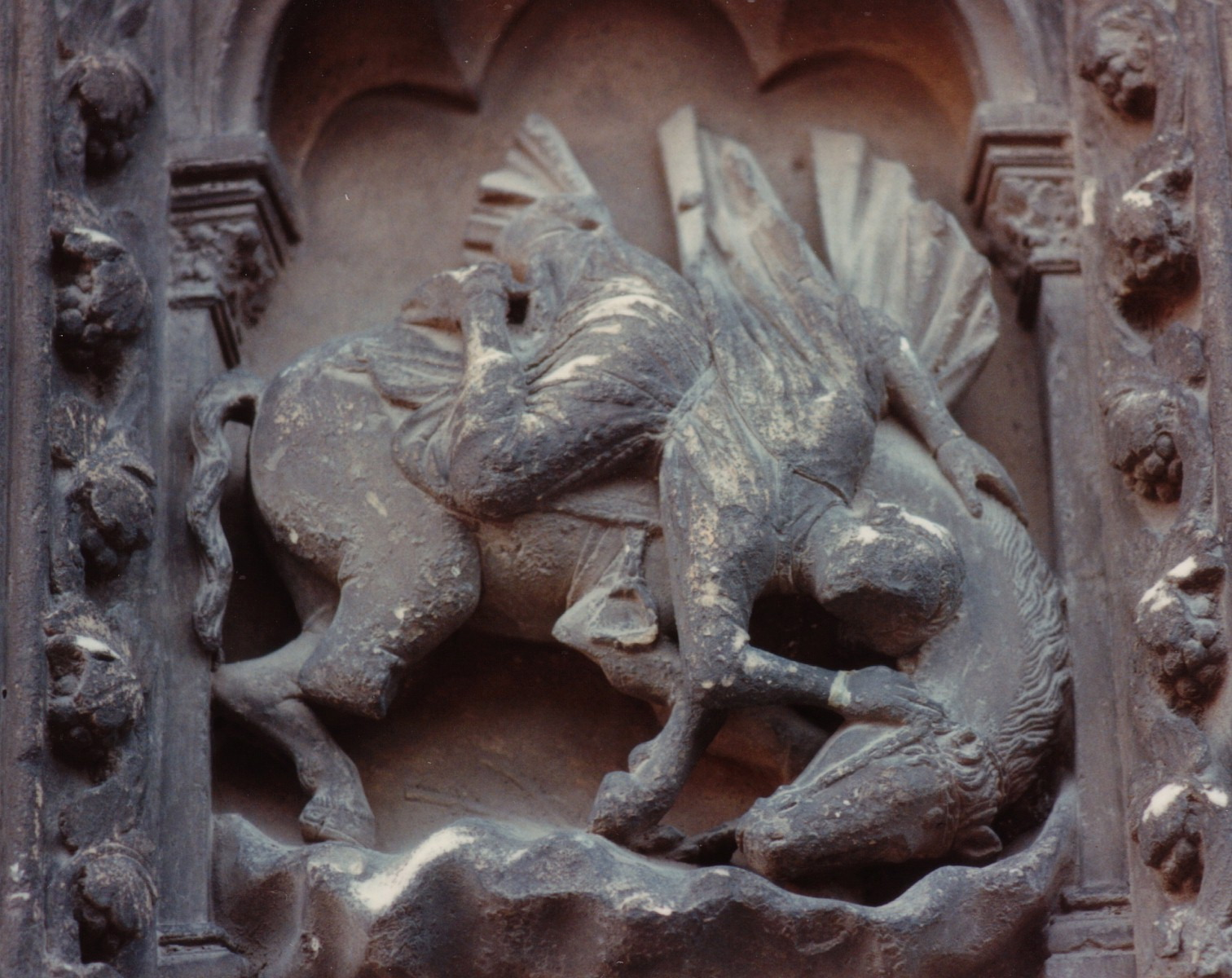
Mândria - basorelief, Catedrala Notre Dame din Chartres

Mândria este un sentiment de demnitate, de încredere în calitățile proprii care creează o senzație de mulțumire, de satisfacție, de plăcere și de bucurie. Sentiment de mulțumire cauzat de un succes, de o reușită, de o victorie. În sensul negativ o mândrie exagerată când individul are o atitudine de superioritate nejustificată față de alții, ea mai este numită măreție, îngâmfare, înfumurare, semeție, fală, fudulie, orgoliu, trufie. Unii afirmă că răbdarea și îngăduința sunt o calitate dar nu și mândria. Cineva poate fi mândru în calitățile sale proprii, în localitatea, regiunea natală, sau țara sa. Sentimentele exagerate de mândrie sunt criticate, de exemplu, în unele fabule ale lui Alexandru Donici sau La Fontaine. Mândria este deosebit de pregnantă în unele culturi sau la unele popoare, ea se manifestă nu numai verbal ci și printr-o anumită ținută a corpului sau prin gesturi.

## Mândria în religie
În religia creștină mândria (lat. superbia) este considerată un păcat capital, fiind exemplificat în Biblie și discutat de Toma de Aquino.

## Mândria în filosofia antică
Aristotel identifica mândria (megalopsychia, tradusă adesea drept mândrie corectă, măreție sufletească și magnanimitate) drept coroana tuturor virtuților, distingând-o de vanitate, cumpătare și umilință astfel:
Despre om se zice că e mândru când crede despre sine că e capabil de fapte mărețe, fiind demn de ele; căci cine crede asta în afara capacităților sale este un prost, dar niciun om virtuos nu este nebun sau prost. Omul mândru este, prin urmare, omul pe care l-am descris. Căci cine este capabil de puțin și crede despre sine că e capabil de puțin este cumpătat, dar nu este mândru; căci mândria implică măreție, la fel cum frumusețea implică un trup bine proporționat, iar oamenii mici pot fi aspectuoși și bine proporționați, dar nu pot fi frumoși.
El conchide apoi că:
Prin urmare, mândria pare să fie un fel de coroană a virtuților; căci le face mai puternice și nu poate avea loc fără ele. Prin urmare este greu să fii cu adevărat mândru; căci acest lucru este imposibil fără noblețe și fără bunătate a caracterului.'
Din contra, Aristotel definea hybrisul după cum urmează:
a produce rușine victimei tale, nu pentru ca ceva să ți se întâmple ție, nici din cauză ce ceva ți s-a întâmplat ție, ci pur și simplu pentru a te satisface pe tine. Hybrisul nu este îndreptarea rănilor trecute, acest lucru numindu-se răzbunare. Cât despre plăcerea hybrisului, cauza ei este aceasta: oamenii cred că tratându-i pe alții cu răutate își sporesc propria superioritate.
Deci, deși multe religii nu recunosc diferența aceasta, pentru Aristotel și mulți alți filosofi hybrisul este ceva cu totul diferit de mândrie.

## Aprecieri
În prezent mândria este apreciată sub două forme:
O mândrie sănătoasă, stimulantă
O mândrie patologică, neurotică, care este amintită în cartea lui Karen Horney, "Neurose und menschliches Wachstum" (Nevroze și dezvoltarea omului).